# پرسی اکشام
پرسی اکشام (انگلیسی: Percy Exham; ۲۶ ژانویهٔ ۱۸۵۹ – ۷ اکتبر ۱۹۲۲) بازیکن کریکت، و بازیکن فوتبال اهل پادشاهی متحد بریتانیای کبیر و ایرلند بود.